# مطار متسبي رمون
مطار متسبي رمون (بالعبرية: מִנְחָת מִצְפֵּה רָמוֹן) (بالإنجليزية: Mitzpe Ramon Airport)‏ هو مطار محلي إسرائيلي يقع في بلدة متسبي ريمون في صحراء النقب جنوب فلسطين المحتلة.